# جزيرة سان بول
جزيرة سان بول هي جزيرة تشكل جزءاً من الأراضي الفرنسية الجنوبية والأنتارتيكية (Terres australes et antarctiques françaises,TAAF) في المحيط الهندي، بمساحة تبلغ 6 كم 2. يقع الجزيرة حول 85 +l جنوب غرب جزيرة أمستردام، و3000 كم جنوب شرق لا ريونيون. وهي موقع هام لتربية الطيور البحرية. وتستخدم مقصورة البحوث العلمية في الجزيرة لعمل حملات قصيرة علمية أو بيئية، ولكن لا يوجد سكان دائمين. وهي تحت سلطة مسؤول كبير بلا ريونيون.